# 光月るう
光月 るう（こうづき るう、7月25日 - ）は、日本の女優。元宝塚歌劇団月組の男役。元月組組長。
埼玉県熊谷市、文京女子大学高等学校出身。身長166cm。血液型A型。愛称は「るう」、「るみこ」。
所属事務所はACT JP エンターテイメント。

## 来歴
2000年、宝塚音楽学校入学。
2002年、宝塚歌劇団に88期生として入団。入団時の成績は7番。星組公演「プラハの春／LUCKY STAR!」で初舞台。その後、月組に配属。
2018年5月7日付で月組副組長に就任。同年11月19日付で月組組長に就任。
2023年4月30日、「応天の門／Deep Sea」東京公演千秋楽をもって、宝塚歌劇団を退団。
退団後は舞台に出演する他、ライブや講演会、講師なども務める。

## 宝塚歌劇団時代の主な舞台

### 初舞台
- 2002年4 - 5月、星組『プラハの春』『LUCKY STAR!』（宝塚大劇場のみ）

### 月組時代
- 2002年8 - 12月、『長い春の果てに』『With a Song in my Heart』
- 2003年1 - 2月、『春ふたたび』 - 村の男『恋天狗』 - 村の男（バウホール）
- 2003年4 - 8月、『花の宝塚風土記（ふどき）』『シニョール ドン・ファン』
- 2003年9月、『なみだ橋 えがお橋』（バウホール・日本青年館）
- 2003年11 - 2004年3月、『薔薇の封印』
- 2004年4 - 5月、『愛しき人よ-イトシキヒトヨ-』（バウホール・日本青年館） - 和実の影
- 2004年6 - 10月、『飛鳥夕映え』 - 新人公演：中大兄皇子（本役：彩那音）『タカラヅカ絢爛II』
- 2005年2 - 5月、『エリザベート』 - 黒天使、新人公演：ジュラ（本役：真野すがた）
- 2005年7 - 8月、『BourbonStreet Blues』（バウホール） - ロッシ／ロバート
- 2005年9 - 12月、『JAZZYな妖精たち』 - ジェームス、新人公演：ピクシー（本役：北翔海莉）『REVUE OF DREAMS』
- 2006年2 - 3月、『Young Bloods!!-Sparkling MOON-』（バウホール） - プッチ
- 2006年5 - 8月、『暁（あかつき）のローマ』 - 新人公演：オクタヴィアヌス（本役：北翔海莉）『レ・ビジュー・ブリアン』
- 2006年10月、『あかねさす紫の花』 - 矢坂部連倉目『レ・ビジュー・ブリアン』（全国ツアー）
- 2007年1 - 4月、『パリの空よりも高く』 - フランチー、新人公演：ジェラール・ロルボン（本役：遼河はるひ）『ファンシー・ダンス』
- 2007年5 - 6月、『ダル・レークの恋』（全国ツアー） - パタナック
- 2007年8 - 11月、『MAHOROBA』『マジシャンの憂鬱』 - 新人公演：ジグモンド（本役：大空祐飛）
- 2007年12 - 2008年1月、『HOLLYWOOD LOVER』（バウホール・日本青年館） - エドウィン・シュバーク
- 2008年3 - 7月、『ME AND MY GIRL』 - 新人公演：ジョン・トレメイン卿（本役：霧矢大夢）[注釈 1][3]
- 2008年9月、『グレート・ギャツビー』（日生劇場） - ビロクシー[3]
- 2008年11 - 2009年2月、『夢の浮橋』 - 慈童丸、新人公演：薫（本役：霧矢大夢）『Apasionado!!』[3]
- 2009年3月、『二人の貴公子』（バウホール） - 求愛者
- 2009年5 - 8月、『エリザベート』 - ジュラ
- 2009年10 - 12月、『ラスト プレイ』 - ピエトロ『Heat on Beat!（ヒート オン ビート）』
- 2010年2月、『紫子』 - 逸見小次郎『Heat on Beat!（ヒート オン ビート）』（中日劇場）
- 2010年4 - 7月、『THE SCARLET PIMPERNEL（スカーレット ピンパーネル）』 - オジー
- 2010年9 - 11月、『ジプシー男爵-Der Zigeuner Baron-』 - ヨシュカ『Rhapsodic Moon（ラプソディック・ムーン）』
- 2010年12 - 2011年1月、『STUDIO 54（スタジオ フィフティフォー）』（ドラマシティ・日本青年館） - フランク・ドノバン
- 2011年3 - 5月、『バラの国の王子』 - 家臣（シカ）／家臣（男）『ONE』
- 2011年7 - 10月、『アルジェの男』 - フェリックス『Dance Romanesque（ダンス ロマネスク）』
- 2011年11 - 12月、『アリスの恋人』（バウホール・日本青年館） - ルーク
- 2012年2 - 4月、『エドワード8世』 - ジー・トロッター『Misty Station』
- 2012年6 - 9月、『ロミオとジュリエット』
- 2012年10 - 11月、『愛するには短すぎる』 - マクニール・オコーナー『Heat on Beat!（ヒート オン ビート）』（全国ツアー）
- 2013年1 - 3月、『ベルサイユのばら-オスカルとアンドレ編-』 - ダグー大佐
- 2013年5月、『ME AND MY GIRL』（梅田芸術劇場） - アナスタシア・ブラウン夫人
- 2013年7 - 10月、『ルパン-ARSÈNE LUPIN-』 - フィナール『Fantastic Energy!』
- 2013年11 - 12月、『JIN-仁-』 - 勝麟太郎（海舟）『Fantastic Energy!』（全国ツアー）
- 2014年1月、『風と共に去りぬ』（梅田芸術劇場） - ベル・ワットリング
- 2014年3 - 6月、『宝塚をどり』『明日への指針 -センチュリー号の航海日誌-』 - アルバート一等航海士『TAKARAZUKA 花詩集100!!』 - 蘭の歌姫A
- 2014年7 - 8月、『宝塚をどり』『明日への指針-センチュリー号の航海日誌-』 - アルバート一等航海士『TAKARAZUKA 花詩集100!!』（博多座）
- 2014年9 - 12月、『PUCK（パック）』 - マシュー・グレイヴィル『CRYSTAL TAKARAZUKA-イメージの結晶-』
- 2015年1 - 2月、『Bandito（バンディート）-義賊 サルヴァトーレ・ジュリアーノ-』（バウホール・日本青年館） - アントニオ・ディ・マッジオ
- 2015年4 - 7月、『1789-バスティーユの恋人たち-』 - ジャック・ネッケル
- 2015年8月、専科『オイディプス王』（バウホール） - 報せの男[3]
- 2015年11 - 2016年2月、『舞音-MANON-』 - アレクサンドル・ブロイ／ロン・ボイ・ミン『GOLDEN JAZZ』
- 2016年3 - 4月、龍真咲コンサート『Voice』（赤坂ACTシアター・ドラマシティ） - RUU
- 2016年6 - 9月、『NOBUNAGA〈信長〉-下天の夢-』 - 今川義元『Forever LOVE!!』
- 2016年10月、『FALSTAFF』（バウホール） - キャピュレット
- 2017年1 - 3月、『グランドホテル』 - ウィット『カルーセル輪舞曲（ロンド）』
- 2017年4 - 5月、『瑠璃色の刻（とき）』（ドラマシティ・TBS赤坂ACTシアター） - ルイ16世
- 2017年7 - 10月、『All for One』 - ボーフォール公爵／リシュリュー枢機卿
- 2017年12月、『Arkadia-アルカディア-』（バウホール） - ジャン＝ポール・ヴァロー
- 2018年2 - 5月、『カンパニー-努力（レッスン）、情熱（パッション）、そして仲間たち（カンパニー）-』 - 脇坂英一『BADDY（バッディ）-悪党（ヤツ）は月からやって来る-』 - じいや
- 2018年6 - 7月、『雨に唄えば』（TBS赤坂ACTシアター） - R・F・シンプソン
- 2018年8 - 11月、『エリザベート-愛と死の輪舞（ロンド）-』 - ツェップス
- 2019年1月、『Anna Karenina（アンナ・カレーニナ）』（バウホール） - ステパン・オブロンスキー（スティーバ）
- 2019年3 - 6月、『夢現無双』 - 沢庵宗彭『クルンテープ 天使の都』 Wエトワール
- 2019年7 - 8月、『チェ・ゲバラ』（日本青年館・ドラマシティ） - フルヘンシオ・バティスタ／アンドレス・セルニチ
- 2019年10 - 12月、『I AM FROM AUSTRIA-故郷（ふるさと）は甘き調（しら）べ-』 - エルフィー・シュラット
- 2020年2月、『出島小宇宙戦争』（ドラマシティ・東京建物 Brillia HALL） - タダタカ
- 2020年9 - 2021年1月、『WELCOME TO TAKARAZUKA-雪と月と花と-』『ピガール狂騒曲』 - ミシェル
- 2021年3月、『幽霊刑事（デカ）〜サヨナラする、その前に〜』（バウホール） - 経堂芳郎
- 2021年5 - 8月、『桜嵐記（おうらんき）』 - 老年の男『Dream Chaser』[3]
- 2021年10 - 11月、『川霧の橋』 - 源六『Dream Chaser-新たな夢へ-』（博多座）
- 2022年1 - 3月、『今夜、ロマンス劇場で』 - 本多正『FULL SWING!』
- 2022年5月、『Rain on Neptune』（舞浜アンフィシアター） - ネレイド
- 2022年7 - 10月、『グレート・ギャツビー』 - ジョージ・ウィルソン[2][3]
- 2022年11 - 12月、『ブラック・ジャック 危険な賭け』 - サザランド『FULL SWING!』（全国ツアー）
- 2023年2 - 4月、『応天の門』 - 藤原良房『Deep Sea-海神たちのカルナバル-』 退団公演[2][3]

### 出演イベント
- 2002年9月、『レビュー記念日』
- 2004年11月、瀬奈じゅんコンサート『SENA!』
- 2005年6月、『ゴールデン・ステップス』
- 2006年11月、『夢のメモランダム』
- 2007年1月、『清く正しく美しく』
- 2008年3月、『ME AND MY GIRL』前夜祭
- 2008年12月、タカラヅカスペシャル2008『La Festa!』
- 2009年6月、『百年への道』
- 2011年12月、タカラヅカスペシャル2011『明日に架ける夢』
- 2012年12月、タカラヅカスペシャル2012『ザ・スターズ!〜プレ・プレ・センテニアル〜』
- 2014年12月、タカラヅカスペシャル2014『Thank you for 100 years』
- 2015年12月、タカラヅカスペシャル2015『New Century，Next Dream』
- 2016年12月、タカラヅカスペシャル2016『Music Succession to Next』
- 2017年10月、第54回『宝塚舞踊会』[9]
- 2017年10月、美弥るりかディナーショー『Razzle』[10]
- 2019年4月、美弥るりかディナーショー『Flame of Love』[11]
- 2023年3月、『光月るう サロンコンサート』 主演[12]

## 宝塚歌劇団退団後の主な活動

### 舞台
- 2024年7月 - 8月、『父との夏』[13]
- 2024年12月、『RUNWAY』（梅田芸術劇場・KAAT神奈川芸術劇場）[14]
- 2025年2・3月、「エンターテインメント時代劇『幕末』」（箕面市立文化芸能劇場・かめありリリオホール） - 坂本龍馬主演[注釈 2][15][16]
- 2025年4 - 5月、『未来へのOne Step！～世界を結ぶ愛の歌声～』（関西万博EXPOホール「シャインハット」・東京国際フォーラム・梅田芸術劇場）[17]
- 2025年7月 - 8月、『それってキセキ』（シアター1010）[18]
- 2025年8月、『M FESTIVAL』（明治座）[19]

## 受賞歴
- 2020年、『宝塚歌劇団年度賞』 - 2019年度アーティスト賞[20]